# 学生ロマンス 若き日
『学生ロマンス 若き日』（がくせいロマンス わかきひ）は、1929年（昭和4年）4月13日公開の日本映画である。松竹キネマ製作・配給。監督は小津安二郎。モノクロ、スタンダード、サイレント、109分。『若き日』とも略される。
現存する小津作品の中では最も古い作品で、スキー旅行に出かける学生風俗をテーマにしたコメディ映画である。伏見晁のオリジナルシナリオを小津が演出用に潤色した。初回興行は帝国館。現在、東京国立近代美術館フィルムセンターが9,230フィート（2,813.3メートル）の35mmフィルムと、3,691.15フィート（1,125メートル）の16mmフィルムの2バージョン、いずれも103分尺のものを所蔵している。2003年（平成15年）12月25日、松竹がリリースした『小津安二郎 DVD-BOX 第四集』に収録された。

## あらすじ
大学生の渡辺と山本はともに千恵子に気がある。期末試験が終わり春休みに入ると、二人は大学のスキー部と一緒に山（赤倉）に出かけるが、そこで思いがけず千恵子と出会う。彼らは張り合うが、彼女がスキー部主将の畑本とのお見合いのために来たことを知ってがっかりする。

## スタッフ
- 監督・潤色：小津安二郎
- 原作・脚色：伏見晁
- 撮影・編集：茂原英雄
- 配光：中島利光
- 舞台設計：脇田世根一
- 装置：田中米次郎、角田民造
- 装飾：川崎恒太郎、松原松之助
- 列車製作：関五郎
- 現像：納所歳己、阿部源太郎
- タイトル：堀川善一
- 監督補助：小川二郎、深田修造
- 撮影補助：九里林稔、厚田雄治、山口辰雄
- 撮影事務：金森哲

## キャスト
- 学生渡辺敏：結城一郎
- 学生山本秋一：斎藤達雄
- 千恵子：松井潤子
- 千恵子の伯母：飯田蝶子
- 下宿の内儀：高松栄子
- その息子勝二：小藤田正一
- 教授穴山：大国一郎
- 教授：坂本武
- スキー部主将畑本：日守新一
- 学生小林：山田房生
- 学生：笠智衆、小倉繁、一木突破、錦織斌、蜂野豊夫